# Bracteodes wittei
Bracteodes wittei är en stekelart som beskrevs av De Saeger 1946. Bracteodes wittei ingår i släktet Bracteodes och familjen bracksteklar. Inga underarter finns listade.